# Yukarıkurtoğlu, Ardahan
Yukarıkurtoğlu là một xã thuộc thành phố Ardahan, tỉnh Ardahan, Thổ Nhĩ Kỳ. Dân số thời điểm năm 2010 là 629 người.